# Tansy (film 1921)
Tansy è un film muto del 1921 diretto da Cecil M. Hepworth.

## Produzione
Il film fu prodotto da Cecil M. Hepworth per la sua casa di produzione Hepworth Picture Plays. Tratto da un popolare romanzo di ambiente rurale di Tickner Edwardes, il film fu girato in gran parte in esterni nelle colline South Downs, nel Sussex.

## Distribuzione
Distribuito dalla Hepworth, il film uscì nelle sale britanniche nel settembre 1921. Negli USA, venne distribuito dalla Burr Nickle Productions nell'aprile 1923.
Tansy è uno dei pochi film sopravvissuti alla distruzione delle pellicole da parte della casa di produzione che, per affrontare la bancarotta nel 1924, si vide costretta a cercare di recuperarne il nitrato d'argento. Una copia completa del film viene conservata negli archivi del British Film Institute.